# 明知大学校
明知大学校（ミョンジだいがっこう、英称: Myongji University）は、京畿道龍仁市処仁区南洞山38-2、ソウル特別市西大門区南加佐洞50-3に本部を置く大韓民国の私立大学である。1956年に設置された。大学の略称はMJU。

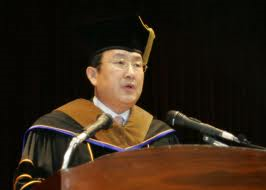
明知大学校総長兪柄辰

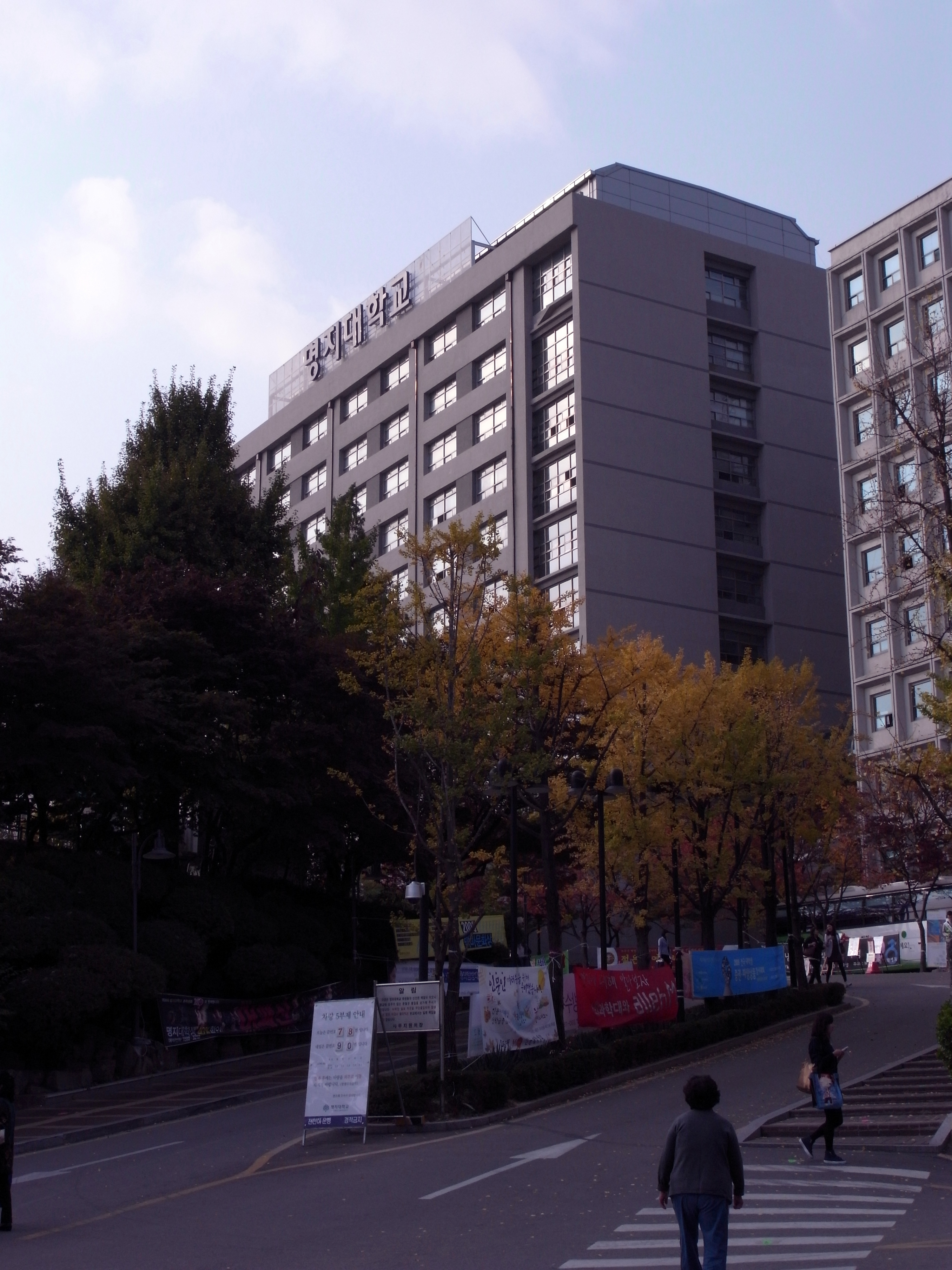
明知大学校人文キャンパス

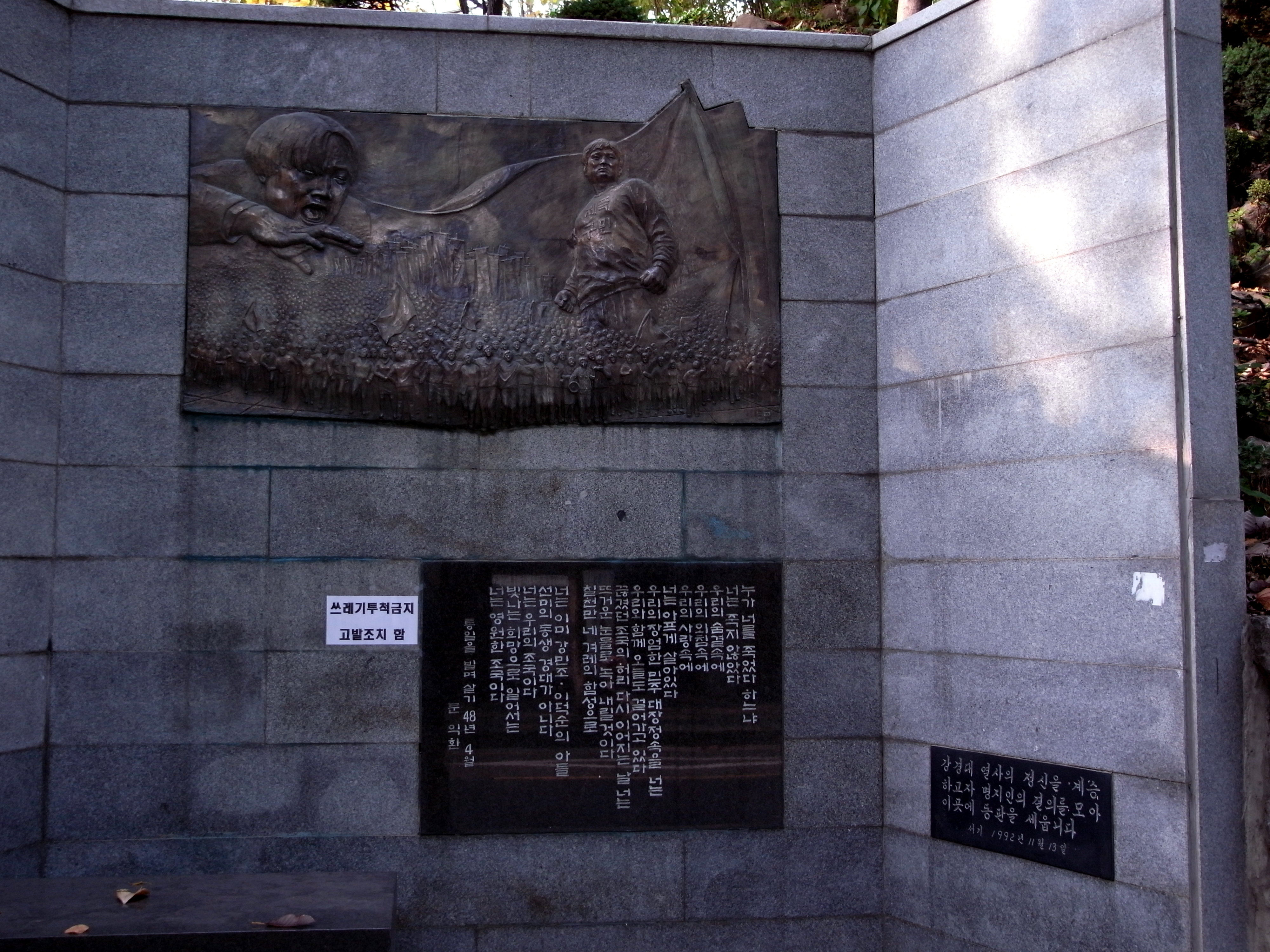
姜慶大氏追悼碑

## 概要
明知大学校の所有者である学校法人明知学園は、幼稚園から大学まで小中等教育機関（幼稚園、小学校、中学校、高等学校、短大、大学）をすべて備えた学校法人である。明知大学校は、2019年QS世界大学ランキングでアジア351~400位、2020年にはアジア401~450位にランクされた。明知大学のキャンパスは人文系列、自然工学芸術·体育系列に分離された二元化キャンパス体制で、人文キャンパスはソウル特別市西大門区南加佐洞に、自然キャンパスは京畿道龍仁市処仁区南洞に位置している。2019年基準の学部生は19,608名(人文キャンパス 18,144名、自然キャンパス 9,303名)、大学院生は	2,881名、教職員は897名である。 韓国政府が実施する大学基本力量診断評価では2020年最優秀等級である「自律改善大学」を受けた。 標語は愛、真理、奉仕であり、象徴は白馬である。
明知大学校は約15万人余りの卒業生を送り出しており、彼らは政治、経済、学術、芸術、スポーツなど様々な分野で優秀な人材として社会に貢献している。明知大学校は韓国ではじめて設立された学科を多数保有しており、特に芸術体育大学の地位が高いことからスポーツ界や芸能界でも有名な同窓生を輩出している。 代表的にサッカー選手の朴智星、李乙容、俳優のパク・ボゴム、歌手のジュンス、ユンホ(東方神起)、キー・テミン(SHINee)、ソンミン(SUPER JUNIOR)、キム・グァンソクらがいる。
2008年には韓国政府が明知大学校を外国人学部奨学生招待委託教育機関に選定した。世界非営利教育機関であるスタStudy Abroad Foundation (SAF) は、明知大学校を韓国を20位圏内の優秀大学に選定した。特に明知大学校の建築大学は、国際建築家連盟(UIA)の審査を経て、韓国内1次で5年制建築学科が承認され、2007年、韓国内1次で国際建築学教育認証(KAAB)を受けた。また、明知大学校工科大学は工学教育認証プログラム（ABEEK）認証を、経営大学は経営学教育認証プログラム（KABEA）認証を取得している。
明知大学校のスローガンは「君は明知を灯す灯火なり」と「救国明知」である。これは明知大学校が8~90年代民主化運動の先鋒に立った時に作られたスローガンだ。 明知大学校は過去の民主化運動の中心地であり、特に1991年に在学中に警察から殴られた姜慶大氏の死亡は韓国社会に大きな影響を与えた。
人文キャンパスはソウル交通公社6号線の繒山駅と、自然キャンパスは龍仁軽電鉄の明知大駅と隣接している。

## 歴史
キリスト教を建学の精神とする。
1948年に設置されたソウル高等家政学校が始まりである。ソウル高等家政学校の設置者は全炯棕が運営する財団法人無窮学園であり、初代校長に金在俊が就任した。その後1952年、槿花女子初級大学に改編され、更に1955年、ソウル女子初級大学となる。ソウル女子初級大学は経営難により廃校となる。財団は兪尚根に引き継がれて1956年、2年制男女共学のソウル物理師範大学が開校する。1962年、ソウル物理師範大学は文理実科大学に改編され、更に翌1963年3月に4年制の明知大学に改編された。財団法人無窮学院も学校法人明知学園に名称が変更された。この時期、明知大は韓国で初めて貿易学科(現在の国際通商学科)、栄養食品学科(栄養)、栄養食品学科(家政)を開設した。 この他にも明知大工科大学の主軸学科である土木工学科、建築工学科、化学工学科などが誕生する。1974年、西大門区南加佐洞に新校舎が建てられ、大学本部が移転する。1979年、京畿道龍仁市にもキャンパスが建てられ、1983年に大学本部が移転する。1983年9月、明知大学は総合大学に昇格し、明知大学校となる。初代学長に朴一慶が就任する。
1983年から1989年まで、主幹学科は全部龍仁で運営されていた明知大学は、龍仁にある明知大学人文系列の学生たちを全部ソウルキャンパスに召喚し、現在の二元化キャンパス体制を完成することになる。また、1984年から1988年まで国際大学(現在の西京大学校)を買収して運営したが、1988年に売却した。1991年には、警察による姜慶大氏殴打事件で明知大経済学科に在学中の姜慶大氏が死亡する事件が起きた。 この事件によって、大学生の連鎖焼身など韓国政府を危機に追い込んだデモ政局が形成されたりもした。その後、ソウル市長、首相、大統領権限代行まで務めた高建氏が1994年から1997年まで総長を歴任した。 明知大は、首相2人を含め、最高位職の人々が総長を多く歴任した大学でもある。21世紀の明知大学は、約2000人を収容できるチャペル館、構造模型をコンピュータ機器と連動させてリアルタイムで解析する最先端施設で建設実験を可能にする構造実験センター、韓国内初のユビキタス型図書館である邦牧学術情報館と最先端文化、教育施設である教育複合施設を開館した。現在、明知大は11単科大学、16学部43学科17専攻の学士課程を踏むことができる在籍学生2万人規模の大型私学に発展した。
人文(ソウル)キャンパス(ソウル特別市)には文系の学部が、自然(龍仁)キャンパス(龍仁市)には理系と芸術系と体育系の学部がそれぞれ置かれている。
芸術学部に囲碁の専門学科が置かれていたが、2025年から募集を停止し廃止されることとなった。

## 組織

### 学部
- 人文大学
  - 文芸創作学科　国語国文学科　中国語中国文学科　日本語日本文学科　英語英文学科　史学科　文献情報学科　アラブ地域学科　美術史学科　哲学科
- 社会科学大学
  - 行政学科　経済学科　政治外交学科　北韓学科　デジタルメディア学科　児童学科　青少年指導学科
- 経営大学
  - 経営学科　国際通商学科　経営情報学科
- 法科大学
  - 法学科
- 自然科学大学
  - 数学科　物理学科　化学科　食品栄養学科　生命科学情報学部
- 工科大学
  - 電気工学科　電子工学科　情報工学科　通信工学科　化学工学科　新素材工学科　環境生命工学科　コンピュータ工学科　コンピュータソフトウェア工学科　土木環境工学科　交通工学科　機械工学科　産業経営工学科
- 芸術体育大学
  - デザイン学部　体育学部　囲碁学科　音楽学部　映画・ミュージカル学部
- 建築大学
  - 建築学部　空間デザイン学科

### 大学院
- (一般)大学院
  - 人文社会系列
    - 国語国文学科　英語英文学科　中国語中国文学科　アラブ地域学科　日本語日本文学科　文芸創作学科　史学科　文献情報学科　青少年指導学科　美術史学科　児童学科　哲学科　行政学科　法学科　政治外交学科　北韓学科　経営学科　国際通商学科　経済学科　経営情報学科

  - 自然科学系列
    - 数学科　物理学科　化学科　食品栄養学科

  - 工学系列
    - 電気工学科　電子工学科　化学工学科　建築工学科　土木環境工学科　新素材工学科　機械工学科　コンピュータ工学科　産業経営工学科　通信工学科　交通工学科　情報工学科　コンピュータソフトウェア工学科　ナノ工学科

  - 環境生命系列
    - 環境生命情報学科

  - 芸体能系列
    - 体育学科　音楽学科　囲碁学科　文化芸術学科　デザイン学科
- 記録情報科学専門大学院
  - 記録管理専攻　スポーツ記録分析専攻
- 社会教育大学院
  - 生涯教育学科　舞踊芸術学科　音楽治療学科　青少年指導学科　相談心理学科　キリスト教学科　社会体育学科　児童心理治療学科　言語治療学科　芸術治療学科　家庭儀礼学科　心状治療学科　余暇経営学科
- 産業大学院
  - 産業システム経営専攻　知的GIS専攻　伝統工芸専攻　文化財専攻　食品養生学専攻　牧会情報学　武道産業学　火災工学　スポーツ芸術産業学科
- 教育大学院
  - 教育行政専攻　国語教育専攻　英語教育専攻　中国語教育専攻　日本語教育専攻　歴史教育専攻　一般社会教育専攻　数学教育専攻　幼児教育専攻　体育教育専攻　音楽教育専攻　電子計算教育専攻　相談教育専攻　家庭教育専攻　四書教育専攻　科学教育専攻　栄養教育専攻
- 社会福祉大学院
  - 老人福祉専攻　児童及び青少年福祉専攻
- 記録科学大学院
  - 記録管理学科　スポーツ記録分析学科
- 文化芸術大学院
  - 文化企画学科　芸術品鑑定学科　博物館学科　文化財保存管理学科　文芸創作学科　写真学科　教会音楽学科　ピアノペタゴジー学科
- 不動産大学院
  - 不動産投資経営専攻　不動産開発専攻　不動産公競売専攻
- 流通経営大学院
  - 流通学科　物流学科　調達学科
- 国際大学院
  - 文化交流宣教学科　エンジニアリング経営設計学科

## 学術交流協定

### 韓国
明知大学校はソウル総長フォーラムに所属しており、これによりソウル市内の32の大学との単位交流を実施している。
その他の交流中の大学は次のとおりである。
- 江南大学校
- 京畿大学校
- 嘉泉大学校
- 仁川大学校
- 亜洲大学校
- 檀国大学校
- 韓国航空大学校
- 水原大学校
- 安養大学校
- カトリック関東大学校
- 韓世大学校

### 海外
日本
- 東北大学
- 千葉大学
- 藤女子大学
- 福井工業大学
- 学習院大学
- 茨城キリスト教大学
- 足利工業大学
- 岩手大学
- 神奈川大学
- 高知大学
- 名桜大学
- 名古屋工業大学
- 中村学園大学
- 桜美林大学
- 大阪商業大学
- 大妻女子大学
- 札幌国際大学
- 成城大学
- 摂南大学
- 国際音楽・ダンス・エンタテイメント専門学校
- 日本外国語専門学校
- 実践女子大学
- 流通科学大学
- 山梨学院大学
- 長野大学
- Adachi学園グループ

中国
- 安徽大学
- 武漢大学
- 聊城大学
- ハルビン師範大学
- 南開大学
- 青島科学技術大学
- 中国人民大学
- 中央民族大学
- 山東師範大学
- 四川大学
- 鄭州師範大学
- 新華学院
- 華東師範大学
- 煙台大学
- 延辺大学
- 延安大学
- 西蔵大学
- 済南大学
- 蘇州大学
- 上海建橋学院
- 南京大学
- 南京理工大学
- 魯東大学
- 麗水学院
- 嘉興学院
- 河北地質大学
- 黒竜江大学
- 黄岡師範学院
- 上海海洋大学
- 鄭州西亜斯学院
- ハルビン工業大学
- 日照職業技術学院
- 東北大学

この他にも数百の東南アジア、アメリカ、ヨーロッパ、南アメリカなどの大学と交流を行っている。
また、明知大学はSAFプログラム(The  Study  Abroad  Foundation)の会員学校であるため、明知大学の学生は海外の会員学校に留学でき、その他の特典も受けられる。

## 大学関係者
- 朴智星
- 高建
- ムアンマル・アル＝カッザーフィー - 政治学名誉博士[2]